# Arbeit und Sitte in Palästina

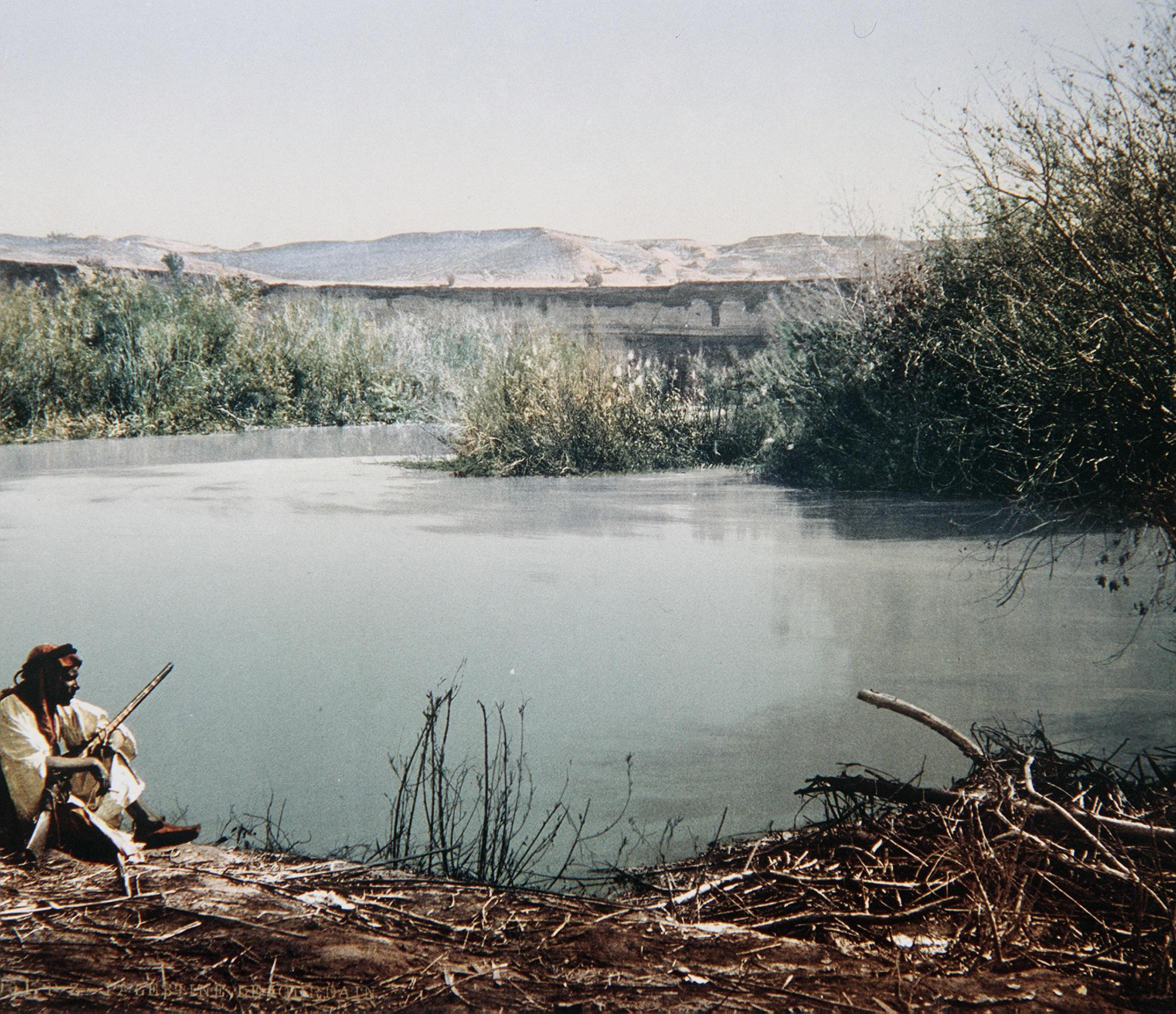
Am Oberlauf des Jordans. Ein Exemplar dieses kolorierten Fotos aus dem 19. Jahrhundert befindet sich in Gustaf Dalmans Fotosammlung (DEIAHL, Jerusalem)

Arbeit und Sitte in Palästina (ASP) ist das Hauptwerk des evangelischen Bibelwissenschaftlers und Palästinaforschers Gustaf Dalman. Das mehrbändige Werk entstand von 1928 bis 1942 in Greifswald und beruht auf Material, das Dalman, nach 1902 Direktor des Deutschen Evangelischen Instituts für Altertumswissenschaft des Heiligen Landes (DEIAHL), in Palästina gesammelt hatte. Es stellt das Leben der palästinensischen Landbevölkerung vor dem Ersten Weltkrieg umfassend dar, weil Dalman überzeugt war, dass dies zum Verständnis der Bibel nützlich sei. Zu Lebzeiten Dalmans erschienen sieben Bände; das Fragment des achten Bandes (Das häusliche Leben, Geburt, Heirat, Tod) wurde 2001 aus dem Nachlass herausgegeben.

## Bände
- Band 1, 1 Jahreslauf und Tageslauf: Herbst und Winter. 1928 (Digitalisat der Universitätsbibliothek Tübingen)
- Band 1, 2 Jahreslauf und Tageslauf: Frühling und Sommer. 1928 (Digitalisat der Universitätsbibliothek Tübingen)
- Band 2 Der Ackerbau. 1932 (Digitalisat der Universitätsbibliothek Tübingen)
- Band 3 Von der Ernte zum Mehl. 1933 (Digitalisat der Universitätsbibliothek Tübingen)
- Band 4 Brot, Öl und Wein. 1935 (Digitalisat der Universitätsbibliothek Tübingen)
- Band 5 Webstoff, Spinnen, Weben, Kleidung. 1937 (Digitalisat der Universitätsbibliothek Tübingen)
- Band 6 Zeltleben, Vieh- und Milchwirtschaft, Jagd, Fischfang. 1939 (Digitalisat der Universitätsbibliothek Tübingen)
- Band 7 Das Haus, Hühnerzucht, Taubenzucht, Bienenzucht. 1942
- Band 8 Das häusliche Leben, Geburt, Heirat, Tod. Fragment. Sowie Gesamtregister für die Bände 1-8, hrsg. von Julia Männchen. De Gruyter, Berlin 2008, ISBN 3-11-016607-0 (teilweise online bei Google Books)

## Palästina als geographischer Begriff
Ein siebenmonatiger Aufenthalt in Aleppo von Juni 1899 bis Januar 1900 machte Dalman mit den Gegebenheiten in Nordsyrien vertraut, wobei Aleppo Anschauungsmaterial für das traditionelle städtische Leben bereithielt. Die Eindrücke aus Nordsyrien gehen immer wieder als Vergleichsmaterial in Dalmans Darstellung des palästinensischen Alltags ein. Eine Rundreise durch „ganz Palästina“, wie Dalman sie im Frühjahr 1900 unternehmen konnte, führte ihn von dem Dorf Balāṭ (zwischen dem südlichen Libanon und dem Hermon gelegen) durch das Westjordanland bis nach Hebron und En Gedi am Toten Meer und dann im Ostjordanland nordwärts bis nach Damaskus.

## Dalmans Arbeitsweise

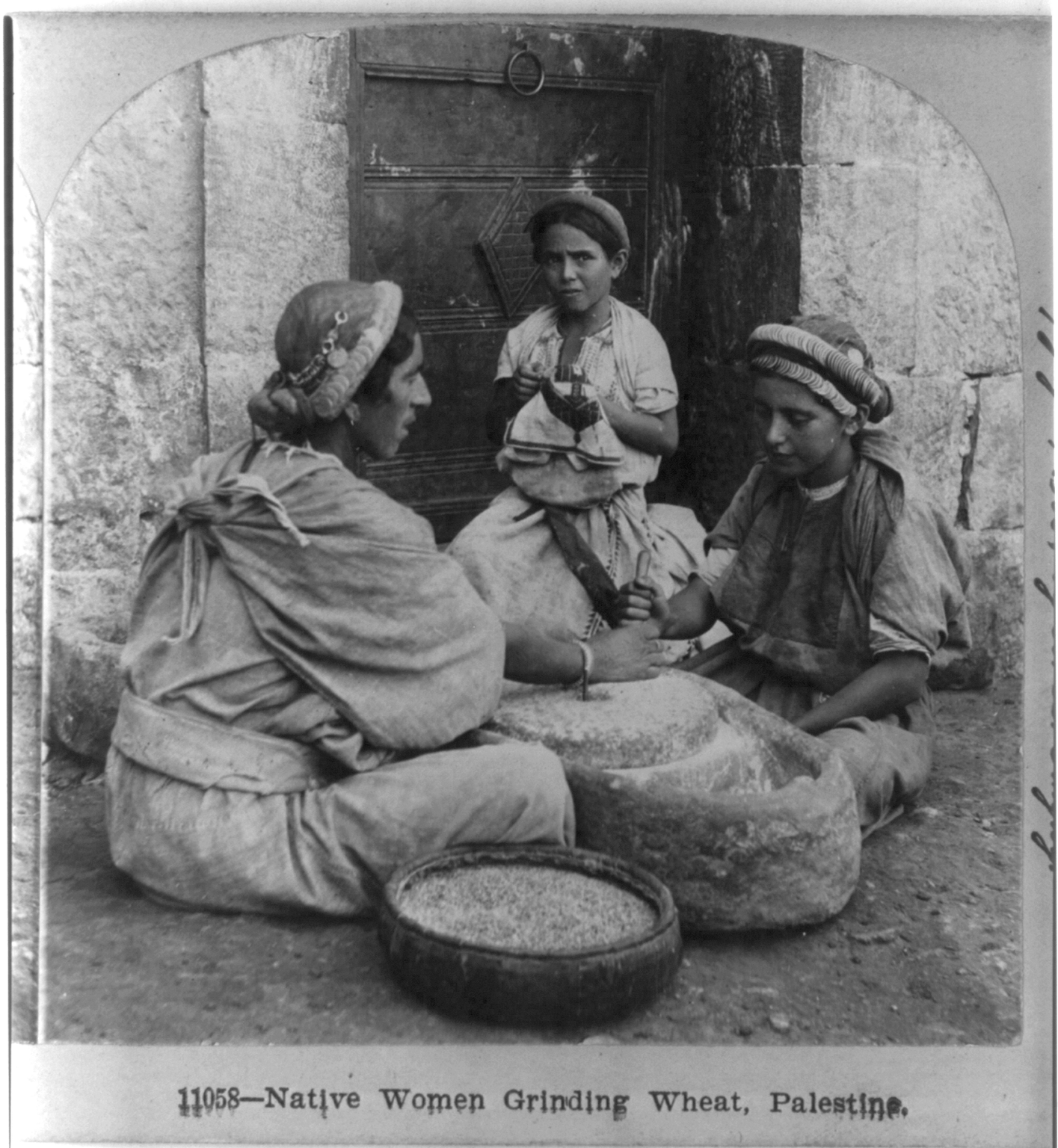
Frauen mahlen Getreide mit einer Handmühle (1900)

Die Annahme, dass Aspekte des Alltagslebens am Anfang des 20. Jahrhunderts mehr oder weniger noch genauso seien wie 1900 Jahre früher, ist aus heutiger Sicht problematisch. Doch erwies sich Dalman als sehr aufmerksamer Beobachter, der die verschiedenen Themenkreise umfassend kennenzulernen versuchte: „Wer solche Arbeit als Theologe tut, wird sich deshalb nicht verführen lassen, die Forschung auf die Dinge allein einzustellen, bei welchen ein rascher und vielleicht sehr oberflächlicher Blick biblische Beziehungen wahrzunehmen glaubt. ... Es ist auch nicht erlaubt, nachträglich in der Darstellung nur mitzuteilen, was für die Erklärung biblischer Ausdrücke und Aussagen Beiträge leistet.“
In der Regel notierte Dalman den Ort, in dem er eine Beobachtung gemacht hatte, und dokumentierte so die Vielfalt der palästinensischen Kultur.
Ein Beispiel ist der Backofen tannūr, nur einer von mehreren Backofentypen, die Dalman beschrieb. Es handelte sich um einen etwa 70 bis 100 cm hohen Tonzylinder, der am Boden 60 bis 70 cm weit war und sich nach oben verengte. Der Leser erfährt, dass ein tannūr in den Boden eingegraben sein kann oder auch nicht; er kann zylindrisch, eiförmig, spitz oder gewölbt sein; zur Not kann man auch einen großen Wasserkrug zum tannūr umbauen. Einen Monat lang wohnte Dalman im Dorf Balāṭ in Nordgaliläa und hatte Gelegenheit, „das Backen im unterirdischen tannūr nicht nur zu beobachten, sondern selbst ein wenig zu versuchen.“ Dabei wird eine Teigkugel zum Fladen gedehnt und an die innere Wand des tannūr geklebt. „Sowohl das Dehnen wie das Anklatschen erfordert nicht geringes Geschick. Bei ungeschicktem Dehnen, wie ich es bei meinem Backversuch zustande brachte, zerreißt der Kuchen ..., bei ungeschicktem Anklatschen fällt er in die Kohlen...“ Es versteht sich, dass Dalman auch alle Brotrezepte erfragte, die in Balāṭ bekannt waren: Gefaltete Fladen etwa, die mit einer Spinat-Zwiebel-Mischung gefüllt waren, oder mit einer Quark-Zwiebel-Mischung, oder mit Rosinen und Pinienkernen, und so weiter.
In einem davon getrennten, eigenen Kapitel arbeitete Dalman auf, was in der Bibel, in der rabbinischen Literatur und bei den antiken Schriftstellern zum Thema Backen im tannūr zu finden war.

## Rezeption
„Sprachenkenntnis und Interesse am Detail haben ... einen Schatz kulturellen Erbes überliefert, der heute im entsprechenden Gebiet nicht mehr ohne weiteres erhebbar ist. Zu stark sind die umfassenden Einschnitte, die durch Industrialisierung und nicht minder durch die aktuelle politische Lage verursacht wurden/werden.“
Das Werk wurde 2011 gemeinfrei. Ein Gemeinschaftsprojekt der Universität Wien, der Universität Haifa, des Gustaf-Dalman-Instituts der Universität Greifswald sowie des Deutschen Evangelischen Instituts für Altertumswissenschaft des Heiligen Landes in Jerusalem übersetzt Dalmans Werk ins Englische und Hebräische und bereitet eine kommentierte deutschen Neuausgabe vor, die die historischen, archäologischen und ethnographischen Forschungsergebnisse zu Dalmans Arbeit in Beziehung setzt.